# Seznam naselij Varaždinske županije
Seznam naselij Varaždinske županije.
Opomba: Naselja v ležečem tisku so opuščena.

## A
Apatija - 

## B
Babinec - Bartolovec - Bedenec - Bednja - Bednjica - Bela - Beletinec - Benkovec - Beretinec - Bikovec - Biljevec - Bisag - Bolfan - Borenec - Boričevec Toplički - Brezje Dravsko - Breznica - Breznički Hum - Brezova Gora - Brodarovec - Budinščak - Budislavec - Butkovec - 

## C
Cargovec - Cerje Nebojse - Cerje Tužno - Cestica - Crkovec - Cvetlin - 

## D
Doljan - Domitrovec - Donja Poljana - Donja Višnjica - Donja Voća - Donje Ladanje - Donje Makojišće - Donje Vratne - Donje Vratno - Donji Kneginec - Donji Kućan - Drašković - Drenovec - Druškovec - Družbinec - Dubovica - Dubrava Križovljanska - Dubravec - 

## F
Falinić Breg - Filipići - Fotez Breg - 

## G
Gačice - Gečkovec - Globočec Ludbreški - Gojanec - Goranec - Gornja Poljana - Gornja Višnjica - Gornja Voća - Gornje Ladanje - Gornje Makojišće - Gornje Vratno - Gornji Kneginec - Gornji Kućan - Gornji Martijanec - Goruševnjak - Grana - Greda - Grešćevina - 

## H
Horvatsko - Hrastovec Toplički - Hrastovljan - Hrastovsko - Hrašćica - Hrženica - 

## I
Imbriovec Jalžabetski - Ivanec - Ivanečka Željeznica - Ivanečki Vrhovec - Ivanečko Naselje - 

## J
Jakopovec - Jales Breznički - Jalkovec - Jalševec Svibovečki - Jalžabet - Jamno - Jarek Bisaški - Jarki - Jarki Horvatićevi - Jazbina Cvetlinska - Jelenščak - Jelovec Voćanski - Jerovec - Ježovec - Jurketinec - 

## K
Kamena Gorica - Kamenica - Kamenički Vrhovec - Kameničko Podgorje - Kaniža - Kapela Kalnička - Kapela Podravska - Kapelec - Karlovec Ludbreški - Kaštelanec - Kelemen - Klenovnik - Ključ - Knapić - Kolarovec - Komarnica Ludbreška - Korenjak - Koretinec - Koškovec - Kračevec - Križanec - Križanče - Križovljan - Križovljan Radovečki - Krkanec - Krušljevac - Krč - Krščenovec - Kućan Ludbreški - Kućan Marof - 

## L
Lančić - Ledinec - Lepoglava - Leskovec Toplički - Leštakovec - Lipovnik - Ljubelj Kalnički - Ljubelj - Ljubešćica - Lovrentovec - Lovrečan - Ludbreg - Luka Ludbreška - Lukavec - Lukačevec Toplički - Lunjkovec - Lužan Biškupečki - 

## M
Madaraševec - Madžarevo - Majerje - Mali Bukovec - Mali Gorenec - Mali Lovrečan - Malo Gradišće - Margečan - Martijanec - Martinić - Martinkovec - Maruševec - Marčan - Meljan - Mirkovec Breznički - Možđenec - Muričevec - 

## N
Natkrižovljan - Nedeljanec - Nova Ves Petrijanečka - Novaki - Novakovec - Novi Marof - Novo Selo Podravsko - 

## O
Obrankovec - Orehovec - Osečka - Osonjak - Otok Virje - Očura - Oštrice - 

## P
Paka - Papinec - Pašnik, Hrvaška - Pece - Petkovec Toplički - Petrijanec - Pešćenica Vinička - Pihovec - Pišćanovec - Plemenšćina - Pleš - Plitvica Voćanska - Podevčevo - Podgorje Bednjansko - Podrute - Podvorec - Poljana Biškupečka - Poljanec - Prebukovje - Prekno - Presečno Visočko - Presečno - Prigorec - Priles - Punikve - Purga Bednjanska -

## R
Radešić - Radovan - Radovec - Radovec Polje - Rakovec - Remetinec - Retkovec Svibovečki - Ribić Breg - Rijeka Voćanska - Rinkovec - Rivalno - Rukljevina - 

## S
Salinovec - Segovina - Seketin - Selci Križovljanski - Seljanec - Selnik, Ludbreg - Selnik, Maruševec - Sesvete Ludbreške - Sigetec Ludbreški - Slanje - Slivarsko - Slokovec - Sračinec - Stažnjevec - Strmec Podravski - Strmec Remetinečki - Struga - Sudovec - Sudovčina - Sveti Ilija - Sveti Josip - Sveti Petar - Sveti Đurđ - Svibovec - Svibovec Podravski - 

## T
Tkalec - Tomaševec Biškupečki - Topličica - Trakošćan - Trnovec - Tuhovec - Turčin - Tužno - 

## V
Varaždin - Varaždin Breg - Varaždinske Toplice - Veliki Bukovec - Veliki Gorenec - Veliki Lovrečan - Vidovec - Viletinec - Vinica Breg - Vinica - Vinično - Vinogradi Ludbreški - Virje Križovljansko - Visoko - Vitešinec - Vranojelje - Vratno Otok - Vrbanovec - Vrbno, Bednja - Vrh Visočki - Vrhovec Bednjanski - Vrtlinovec - Vuglovec - Vukovoj - Vulišinec - 

## Z
Zalužje - Zamlaka - Zamlača - Završje Podbelsko - Zbelava - Zelendvor - Zlogonje - 

## Č
Čalinec - Čanjevo - Čičkovina - Čret Bisaški - Črešnjevo - Črnec Biškupečki - Črnile - Čukovec - Čurilovec - 

## Đ
Đurinovec - 

## Š
Šaša - Šemovec - Šijanec - Šinkovica Bednjanska - Šinkovica Šaška - Škarnik - Škriljevec - Štefanec - Šćepanje - 

## Ž
Žabnik - Žarovnica - Željeznica - Žigrovec - Županec - 